# Фэнтези-каньон
Фэнтези-каньон, англ. Fantasy Canyon — район, управляемый Бюро по управлению земельными ресурсами, расположенный примерно в 27 миль (43 км) к югу от Вернала, в округе Юинта, штат Юта. Несмотря на то, что площадь каньона составляет всего около 40 тысяч м², в нём находятся одни из самых необычных геологических объектов в мире. Место было официально задокументировано исследователем и палеонтологом Эрлом Дугласом, который записал этот район под другими названиями: «Площадка дьявола» и «Яма Аида». Он опубликовал фотографии района в 1909 году в The Columbian Magazine.
Формация сложилась в эпоху эоцена. В каньоне обнаружены многочисленные костные останки вымерших млекопитающих этого периода.

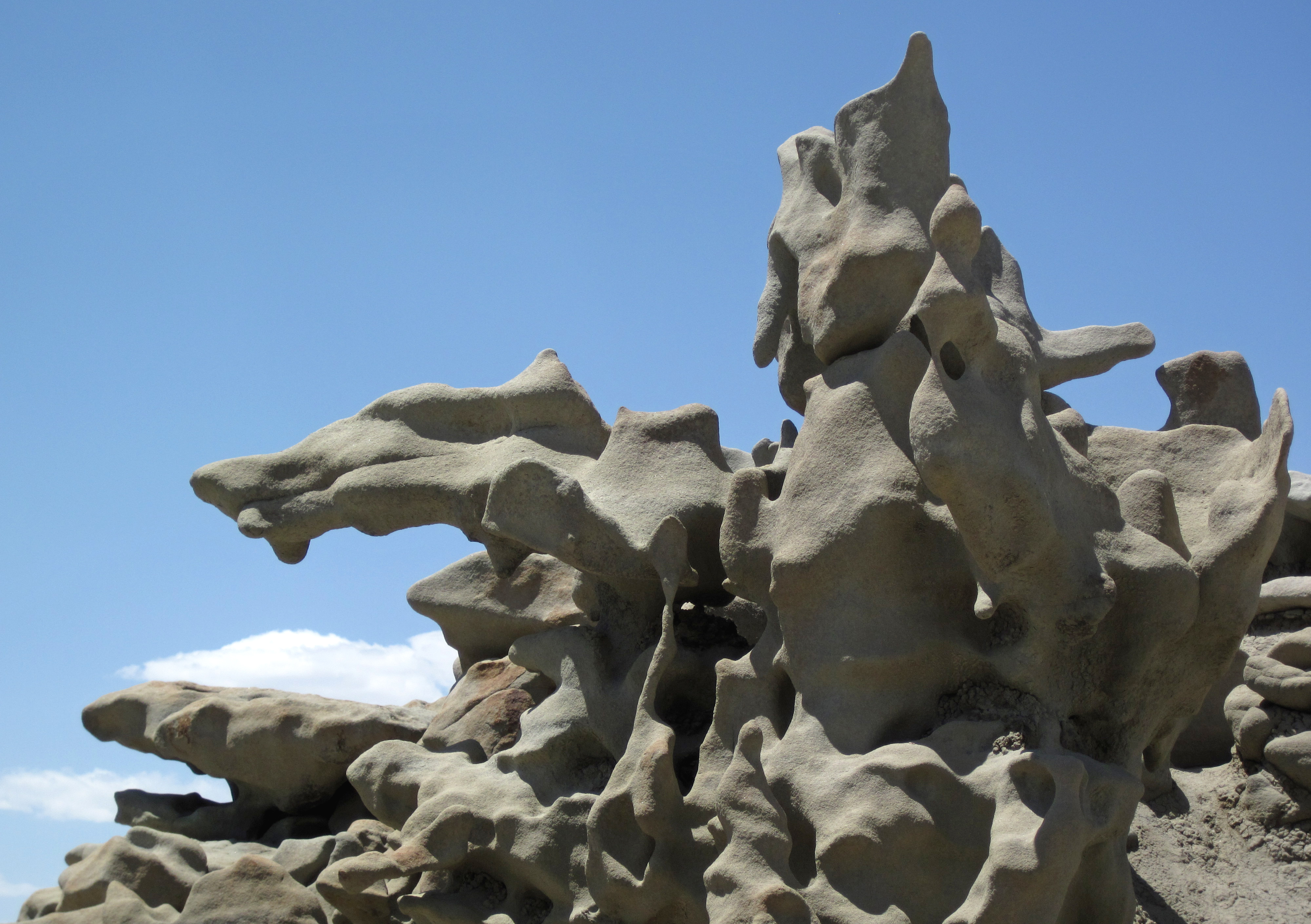
Скальные фигуры
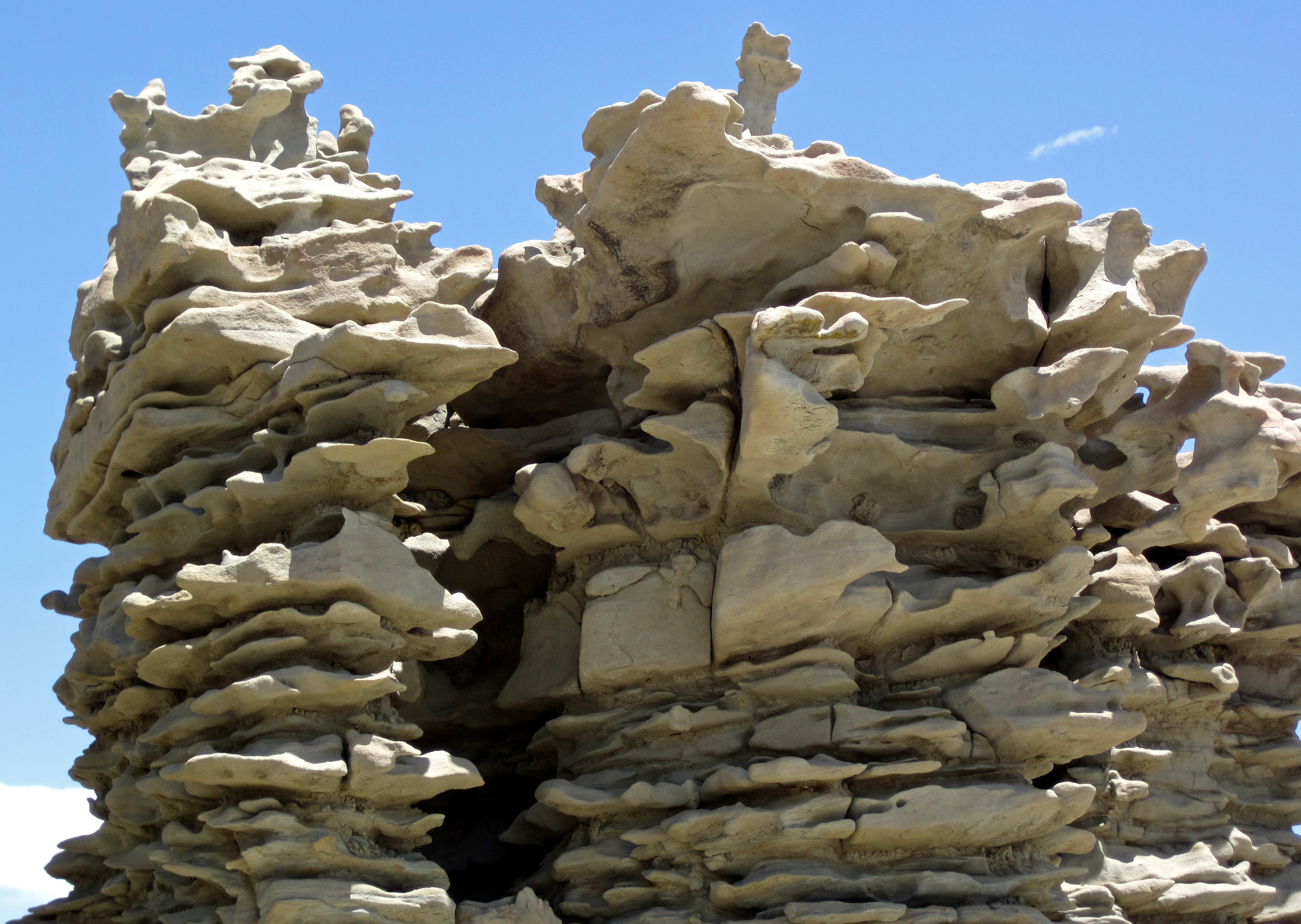
Цементированный и эродированный песчаник